# Sijze Wilto Schortinghuis
Sijze Wilto Schortinghuis (Groningen, 10 februari 1840 – Winschoten, 3 september 1931) was een Nederlandse ambtenaar, politicus, bankier en dichter.

## Leven en werk
Schortinghuis werd in 1840 in Groningen geboren als zoon van de belastingambtenaar Reinder Sijzes Schortinghuis en Hugina Theodora Schuit. Aanvankelijk was Schortinghuis evenals zijn vader werkzaam bij de belastingdienst. Daarna koos hij voor een loopbaan binnen de gemeentelijke overheid. In 1863 werd hij eerst gemeentesecretaris van Finsterwolde en in 1871 burgemeester van deze plaats. Hij zou deze functie gedurende twintig jaar vervullen. Nog tijdens zijn burgemeesterschap had hij tevens een kassierskantoor in Finsterwolde. Na zijn loopbaan als burgemeester richtte hij in Winschoten de bankvereniging Schortinghuis & Stikker op. De bank werd in 1917 onderdeel van de Groninger Bank (later overgenomen door de Twentsche Bank). Schortinghuis vervulde diverse maatschappelijke en politieke functies. Hij was onder andere schoolopziener, polderbestuurder en lid van Provinciale Staten van Groningen. In 1925 werd hij benoemd tot ridder in de Orde van Oranje-Nassau.
Schortinghuis was dichter van gelegenheidsverzen, die in 1925 gebundeld werden uitgegeven.
Schortinghuis trouwde op 17 mei 1865 in Finsterwolde met Fenna Beekhuis. Uit hun huwelijk werden zeven kinderen geboren. Hij overleed in 1931 in Winschoten op 91-jarige leeftijd.